# Širvintos (Šeimenos) žemupys
Širvintos (Šeimenos) žemupys este o arie protejată (sit de importanță comunitară — SCI) din Lituania întinsă pe o suprafață de 122,92 ha, integral pe uscat.

## Localizare
Centrul sitului Širvintos (Šeimenos) žemupys este situat la coordonatele 54°43′26″N 22°50′05″E / 54.7238°N 22.8348°E.

## Înființare
Situl Širvintos (Šeimenos) žemupys a fost declarat sit de importanță comunitară în noiembrie 2021 pentru a proteja un număr necunoscut de specii din flora spontană și fauna sălbatică aflate în arealul zonei.

## Biodiversitate
Situată în ecoregiunea boreală, aria protejată conține 2 habitate naturale: Pajiști fino-scandinave uscate până la mezice, bogate în specii de altitudine mică, Păduri caducifoliate de mlaștină fino-scandinave.
La baza desemnării sitului se află un număr nedeclarat de specii protejate.